# Cavine
Les cavines sont les principales protéines structurales contrôlant la formation des cavéoles dans la cellule, en relation avec les protéines cavéolines.

## Types connus
La famille des protéines cavines sont:
- la Cavine 1 (aussi nommée PTRF pour Polymerase I and transcript release factor [1]),
- la Cavine 2 (aussi nommée SDPR pour Serum deprivation-response protein [2])
- la Cavine 3 (aussi nommée SRBC pour sdr-related gene product that binds to c-kinase [3])
- et la Cavine 4 (aussi nommée MURC pour muscle-restricted coiled-coil [4])

## Fonctions dans la cellule
La Cavine 1 est le principal régulateur de la formation des cavéoles dans de multiples tissus.
La Cavine 1 suffit à la formation morphologique des cavéoles dans des cellules manquant de cavéoles mais abondantes en Cavine 1.
La Cavine 3 et la Cavine 4 sont spécifiques des cellules musculaires striées.